# Christophe Tellier
Christophe Tellier es un deportista francés que compitió en remo como timonel. Ganó una medalla de oro en el Campeonato Mundial de Remo de 1996, en la prueba de dos con timonel.

## Palmarés internacional
| Campeonato Mundial | Campeonato Mundial       | Campeonato Mundial | Campeonato Mundial |
| Año                | Lugar                    | Medalla            | Prueba             |
| ------------------ | ------------------------ | ------------------ | ------------------ |
| 1996               | Motherwell (Reino Unido) | Medalla de oro     | Dos con timonel    |